# 輝帶笛鯛
輝帶笛鯛，為輻鰭魚綱鱸形目鱸亞目笛鯛科的其中一種，分布於東大西洋區，從塞內加爾至納米比亞海域，棲息深度5-20公尺，體長可達60公分，棲息在岩石底質海域，屬肉食性，以魚類、甲殼類為食，可做為食用魚。

## 擴展閱讀
維基物種上的相關：輝帶笛鯛